# Estación de La Farinera
La Farinera fue una estación de la línea T5 y T6 del Trambesòs de Barcelona, situada entre las paradas de Glòries y Can Jaumandreu. Estaba ubicada en la plaza de las Glorias Catalanas, en el distrito de San Martín, a escasos metros del centro cultural La Farinera del Clot.

## Historia
Esta estación se inauguró el 14 de octubre de 2006, con la apertura de la línea T5 del Trambesòs, que inicialmente recorría el trayecto Glòries-Besòs. Desde el 20 de febrero de 2012 también pasa la T6.
El 9 de mayo de 2024 la estación fue cerrada definitivamente, siendo substituida por la nueva estación de Glòries ubicada en el centro de la plaza de las Glorias Catalanas, formando un intercambiador entre autobús, tranvía y metro.

## Líneas y conexiones
| << cabecera | < estación | línea                 | estación >     | cabecera >> |
| ----------- | ---------- | --------------------- | -------------- | ----------- |
| Glòries     | Glòries    |                       | Can Jaumandreu | Gorg        |
| Glòries     | Glòries    | Estació de Sant Adrià | Can Jaumandreu |             |